# 宿城镇 (东平县)
宿城镇，是中华人民共和国山东省东平县曾经下辖的一个行政建制镇。宿城镇的前身为1984年建立的须城乡（宿城乡），1993年撤乡设镇。2001年，宿城镇撤销并入东平镇。
该乡镇境内有东平县第二大淡水湖稻屯洼和著名旅游景点白佛山，古宿国都城的遗址亦位于其境内，该乡镇也因此得名。由于东平方言宿、须同音，该乡镇长期被讹做须城，直到1988年，该乡镇才被改回原名宿城乡。

## 历史
西周和春秋时期，宿城镇属宿国地，其中宿城村为宿国国都所在地。后宿国为宋国灭。战国时期为齐国地，属无盐邑。两汉时期，宿城为东平国治所，魏晋北朝时属东平国、东平郡。隋唐时期先后属东平郡和郓州，宿城为宿城县治所。宋代之后不再为县治，其地先后属东平路、东平州。
清末，由于东平方言“宿”“须”同音，宿城讹为须城。清朝至民初，宿城镇境域分属义和保、深仁和保、慈仁保三个保。保甲制度废除后改属东平三区，宿城即区公所所在地，西北部少数地方属四区。抗日战争期间日本军队进入宿城境内，中国共产党军队和中国国民党的军队亦在境内活动。1939年时，日本军队曾在此制造了半倒井惨案，杀害当地民众17人。
中华人民共和国建立初期，宿城镇仍属三区。1953年区公所调整，宿城镇大部属四区，区公所仍在宿城，此时东平四区下辖12个乡和55个村。1955年东平三区改称为须城区，同时乡镇合并为10个，1956年1月，再度合并乡镇，须城区此时辖6个乡镇，1958年2月进一步合并为须城乡、大井乡两个乡镇。1958年10月须城人民公社建立，次年10月，东平县撤销，须城公社先后属汶上县、梁山县、平阴县，1962年随着东平县建制恢复再属东平县。
1984年4月，须城公社撤销，建立须城区，下辖石马乡、毛家庄乡、须城乡等五个乡镇。次年12月撤销须城区分置须城乡、东平镇两个乡镇，原石马乡、毛家庄乡两个乡镇并入须城乡，须城乡赵桥、虹桥两村划归东平镇。1988年山东省地名委员会批准将须城乡改回原名宿城乡。1993年3月1日，宿城乡撤乡设镇。2001年，宿城镇撤销，并入东平镇。

## 地理环境

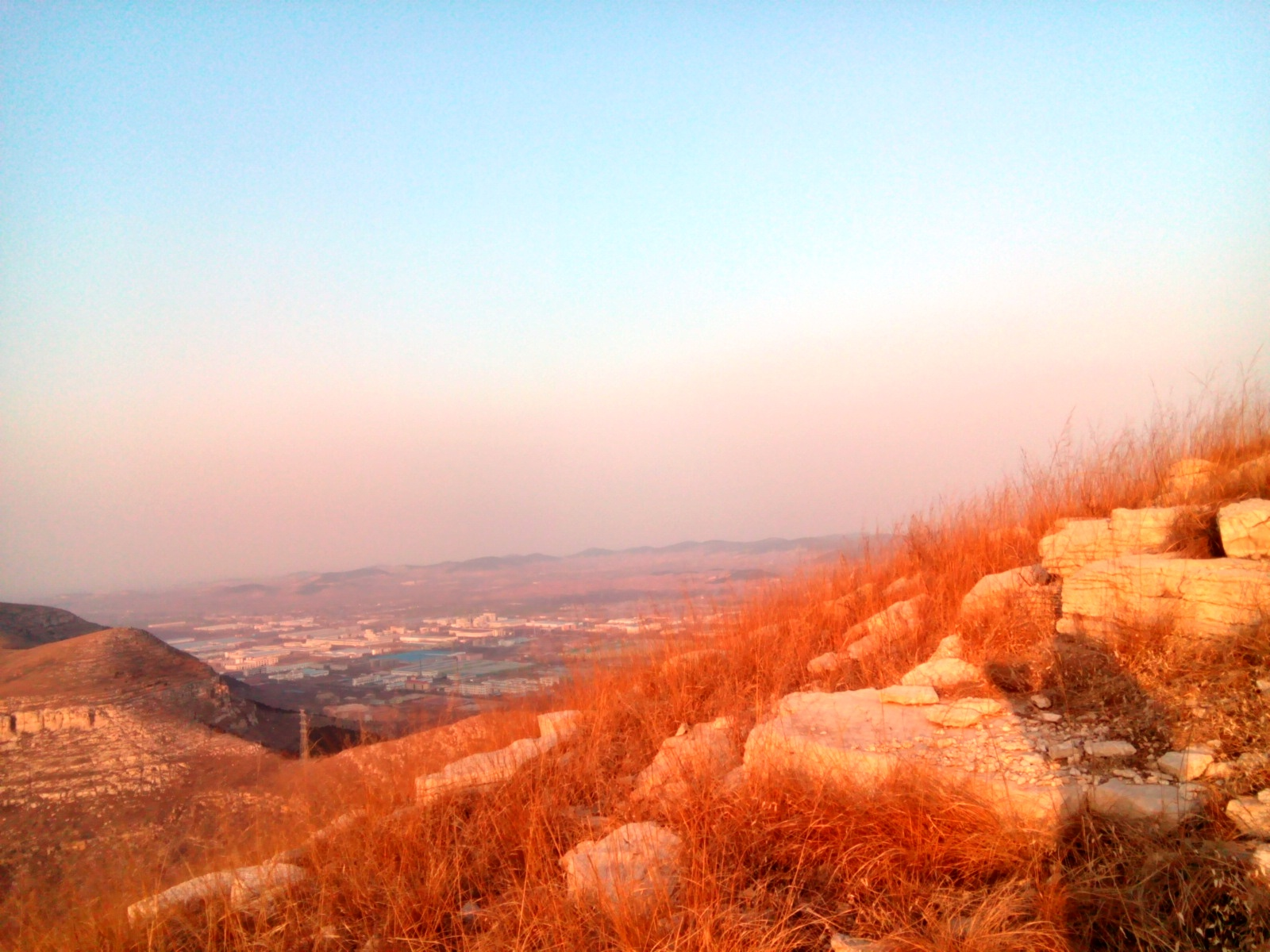
白佛山风光，摄于2017年

宿城镇位于东平县中部，东为东平镇，西临水河镇，南接州城镇、彭集镇；北毗梯门乡、大羊乡。其境域东西宽12公里，南北长11公里，辖区总面积77.386平方千米。宿城镇地势东高西低，南高北低，其北部的白佛山高370.6米，为全镇地面最高点；最低点仅有39.3米，位于西部的稻屯洼。镇境内土壤有褐土、棕壤潮土、风沙土等类型。矿产资源有紫沙页岩、石灰石、磁矿石、黏土等。
宿城镇的主要水体有大清河和稻屯洼。大清河为宿城镇境内最大的河，该河自东向西流过宿城镇南境。此外宿城镇境内还有白吉河、西金线河等河流，这两条河流河流主要汇入稻屯洼。稻屯洼是宿城镇西部一片常年积水的淡水湖泊，是东平县第二大湖，该湖同时也是宿城镇境内最大的湖泊。气候方面，宿城镇属于暖温带大陆气候，年均降水量700毫米，其中夏季降雨占全年降雨六成以上。年均无霜期200天。

## 行政区划
1991年时，宿城乡下辖36个行政村、56个自然村和4个管理区，行政驻地位于宿城村。1985年时须城乡所辖行政村兹列举如下（括号内为该行政村一并下辖的自然村）：
须城村（郭庄、魏庄）、古台寺村（东古台寺、西古台寺、花园、马口）、罗庄村（候罗庄、李罗庄、管罗庄、姜罗庄）、卜楼村、焦村、焦园村、毛庄村（半倒井）、蔡村、稻屯村、营子村（后海子、芦里、东营子）、北马庄村、前辛庄村（后辛庄）、东官屯村、西官屯村、前路口村（解庄）、后路口村、小河村、秦海子村、谷庄村（刘庄）、西辛庄村（沙庄）、陈家庄村、张家庄村、石楼村、塘坊村、百户庄村、诵尧台村、单楼村（前单楼、后单楼）、石马村、于寺村、王村、东豆山村、西豆山村、孟村、卞庄村（东山村）、铁板桥村、河沟村（前河沟、后河沟、张海）

## 经济
1999年，宿城镇工农业总产值3.7亿元，财政收入623万元。农业方面，宿城镇利用稻屯洼和众多涝洼地发展水产养殖业和水产种植业，出产鲤鱼、蒲苇等水产品，其北部的山区用作发展林果业，出产苹果、山楂、桃、核桃等，镇周边道路附近发展大棚蔬菜。1993年时宿城乡出产的蔬菜占东平县城蔬菜市场的七成以上。其他重要种植业产品有小麦、玉米、黄瓜等。1999年，宿城镇粮食总产量达到1.96万吨。工业企业方面，1999年，宿城镇镇有企业、村有企业和私营企业共计40家，个体工商户有240户，建筑业为宿城镇龙头产业。

## 基础设施
1999年，宿城镇有中学两处、小学22所，在校学生共计8981人。卫生院有1处，村卫生室21处。1993年时有敬老院2处，入院老人共47人。

## 人口
1994年时，宿城镇境内有汉、回两个民族，人口自然增长率为-4.7‰。根据2000年中国第五次人口普查的数据，2000年末，宿城镇共有人口50995人，占东平县总人口的7.62%。其中男性25520人，占总人口的50.04%，女性25475人，占总人口的49.96%。共有家庭13943户，家庭户总人口49893人，平均每户3.58人。十四岁以下儿童共10854人，占总人口21.28%；15至64岁人口共35152人，占总人口68.93%；65岁及以上的老年人共4989人，占总人口9.78%。本地居住的人口中，有48996人拥有本地户籍，占总人口的96.08%。

## 名胜
宿城境内有稻屯洼、白佛山、宿城故城等自然名胜和文化古迹。

### 引用
1. 1 2  东平县民政局 2005，第69頁
2. 1 2  中华人民共和国统计局. . 2000. （原始内容存档于2012-04-07）.
3. ↑  东平县地名委员会办公室 1993，第16頁
4. 1 2 3 4  东平县史志办公室. .   [2019-08-21]. （原始内容存档于2019-08-21）.
5. 1 2  东平县史志办公室. .   [2019-07-19]. （原始内容存档于2019-08-21）.
6. ↑  东平县民政局 2005，第76-77頁
7. ↑  东平县民政局 2005，第63-66頁
8. ↑  东平县民政局 2005，第67-72頁
9. ↑  山东省东平县志编纂委员会. .   [2019-07-18].
10. 1 2 3 4  郑成尧; 孙瑞琪. . （原始内容存档于2019-08-06）.
11. 1 2 3 4 5  泰安市人民政府《泰安年鉴》编辑部. .
12. ↑  东平县地名委员会办公室 1993，第3頁
13. ↑  东平县史志办公室. .   [2019-07-19]. （原始内容存档于2019-07-19）.
14. ↑  东平县史志办公室. .   [2019-08-22].
15. ↑  东平县史志办公室. .   [2019-08-22].
16. ↑  泰安市人民政府《泰安年鉴》编辑部. . （原始内容存档于2019-08-21）.
17. ↑  东平县史志办公室. .   [2019-07-19].
18. ↑  东平县史志办公室. .   [2019-08-22]. （原始内容存档于2019-08-21）.
19. ↑  东平县史志办公室. .   [2019-07-19]. （原始内容存档于2019-07-19）.